# Hyposmocoma albocinerea
Hyposmocoma albocinerea (лат.) — вид моли эндемичного гавайского рода Hyposmocoma подрода Euperissus.

## Описание
Бабочки размахом крыльев 15-18 мм. Передние крылья беловато-синеватые в бледно-коричневатом опушении. Задние крылья бледно-коричневато-серые, бахрома ресничек по краю с охристым оттенком.

## Распространение
Обитает на острове Кауаи на высоте от 900 до 1200 м над уровнем моря.